# Estación de La Frecha
La Frecha es un apeadero ferroviario situado en el municipio español de Lena, en el Principado de Asturias. Forma parte de la línea C-1 de Cercanías Asturias.

## Situación ferroviaria
La estación se encuentra en el punto kilométrico 99,984 de la línea férrea de ancho ibérico que une Venta de Baños con Gijón a 437 metros de altitud. El tramo es de vía única y está electrificado. Se caracteriza por su difícil orografía al tener que superar el puerto de Pajares.

## Historia
La estación fue abierta al tráfico el 15 de mayo de 1881 con la puesta en marcha del tramo Pola de Lena-Puente de los Fierros de la línea que pretendía unir León con Gijón. La construcción fue obra de la Compañía de los Ferrocarriles de Asturias, Galicia y León creada para continuar con las obras iniciadas por Noroeste anterior titular de la concesión. Su situación financiera no fue mucho mejor que la de su antecesora y en 1885 acabó siendo absorbida por Norte. En 1941, la nacionalización del ferrocarril en España supuso la desaparición de esta última y su integración en la recién creada RENFE. En la década de los años 60, los propios vecinos, con permiso de RENFE realizaron mejoras en las instalaciones del recinto (andén, caseta).  
Desde el 31 de diciembre de 2004 Renfe Operadora explota la línea mientras que Adif es la titular de las instalaciones ferroviarias.

## Servicios ferroviarios

### Cercanías
Forma parte de la línea C-1 de Cercanías Asturias. Una decena de trenes diarios en ambos sentidos la unen con Gijón y Oviedo.
| procedencia/destino | < estación | Línea | estación >            | destino/procedencia   |
| ------------------- | ---------- | ----- | --------------------- | --------------------- |
| Gijón               | Campomanes |       | Puente de los Fierros | Puente de los Fierros |